# Beaumont (Alberta)
Beaumont es una ciudad canadiense situada en la provincia de Alberta.

## Superficie
Beaumont tiene una superficie de 24,7 km².

## Demografía
En 2021, tenía 20 888 habitantes, una densidad poblacional de 845,6 hab./km², y 7168 viviendas.